# Piotr Gruszka
Piotr Gruszka (* 8. März 1977 in Oświęcim) ist ein ehemaliger polnischer Volleyballspieler und heutiger Trainer. Er spielte auf der Position Außenangriff/Annahme und Diagonal. Gruszka nahm dreimal an Olympischen Spielen teil, wurde 2006 Vizeweltmeister und 2009 Europameister. Seit 2014 ist er Trainer verschiedener polnischer Vereine.

## Erfolge Verein
Polnische Meisterschaft:
- 1995, 1997, 1999, 2005, 2007, 2008
- 1996, 2006

Polnischer Pokal:
- 1998, 2005, 2007

Französische Meisterschaft:
- 2004

Champions League:
- 2008

Türkischer Pokal:
- 2009

Challenge Cup:
- 2009

Türkische Meisterschaft:
- 2009

## Erfolge Nationalmannschaft
U21-Europameisterschaft:
- 1996

U21-Weltmeisterschaft:
- 1997

Weltmeisterschaft:
- 2006

Europameisterschaft:
- 2009
- 2011[1]

Weltliga:
- 2011

## Einzelauszeichnungen
- 2003: Bester Diagonalangreifer Europameisterschaft
- 2004: Bester Diagonalangreifer Weltliga
- 2009: MVP Europameisterschaft[2]